# Jan Waschko
Jan Waschko (ur. 10 maja 1891 w Dobromilu, zm. wiosną 1940 w ZSRR) – polski inżynier, porucznik piechoty Wojska Polskiego.

## Życiorys
Urodził się 10 maja 1891 w Dobromilu, ówczesnym mieście powiatowym Królestwa Galicji i Lodomerii, w rodzinie Karola, inspektora podatkowego w c. k. Starostwie w Mościskach, i Eugenii z Gallhoferów. Był starszym bratem Stanisława Mariana (1895–1984), doktora prawa, profesora Wyższej Szkoły Ekonomicznej w Poznaniu, podporucznika intendenta rezerwy Wojska Polskiego. Jego bratankami byli Roman i Zygmunt Waschko.
W czasie I wojny światowej walczył w szeregach cesarsko-królewskiej Obronie Krajowej. Jego oddziałem macierzystym był 17 pułk piechoty Obrony Krajowej. Na stopień podporucznika rezerwy został mianowany ze starszeństwem z 1 stycznia 1916.
Później służył w Wojsku Polskim. 25 listopada 1920 został zatwierdzony z dniem 1 kwietnia 1920 w stopniu porucznika, w grupie oficerów byłej armii austro-węgierskiej. Z dniem 25 października 1921 został zdemobilizowany i przydzielony w rezerwie do 52 pułku piechoty w Złoczowie. 8 stycznia 1924 został zatwierdzony w stopniu porucznika ze starszeństwem z 1 czerwca 1919 i 1175. lokatą w korpusie oficerów rezerwy piechoty. W 1934, jako oficer rezerwy pozostawał w ewidencji Powiatowej Komendy Uzupełnień Sambor. Posiadał przydział do Oficerskiej Kadry Okręgowej Nr X. Był wówczas w grupie oficerów „powyżej 40 roku życia”.
Mieszkał i pracował w Samborze na stanowisku kierownika Miejskiego Urzędu Budowlanego. 18 marca 1940 w Samborze został aresztowany i osadzony w więzieniu w Drohobyczu.
Wiosną 1940 został zamordowany przez funkcjonariuszy NKWD i pogrzebany w Bykowni. Jego nazwisko znalazło się na tzw. Ukraińskiej Liście Katyńskiej (lista wywózkowa 056/3, poz. 21).

## Odznaczenia
- Brązowy Medal Zasługi Wojskowej z mieczami na wstążce Krzyża Zasługi Wojskowej[22]
- Srebrny Medal Waleczności 1 klasy[22]